# De Kova–Lejeune

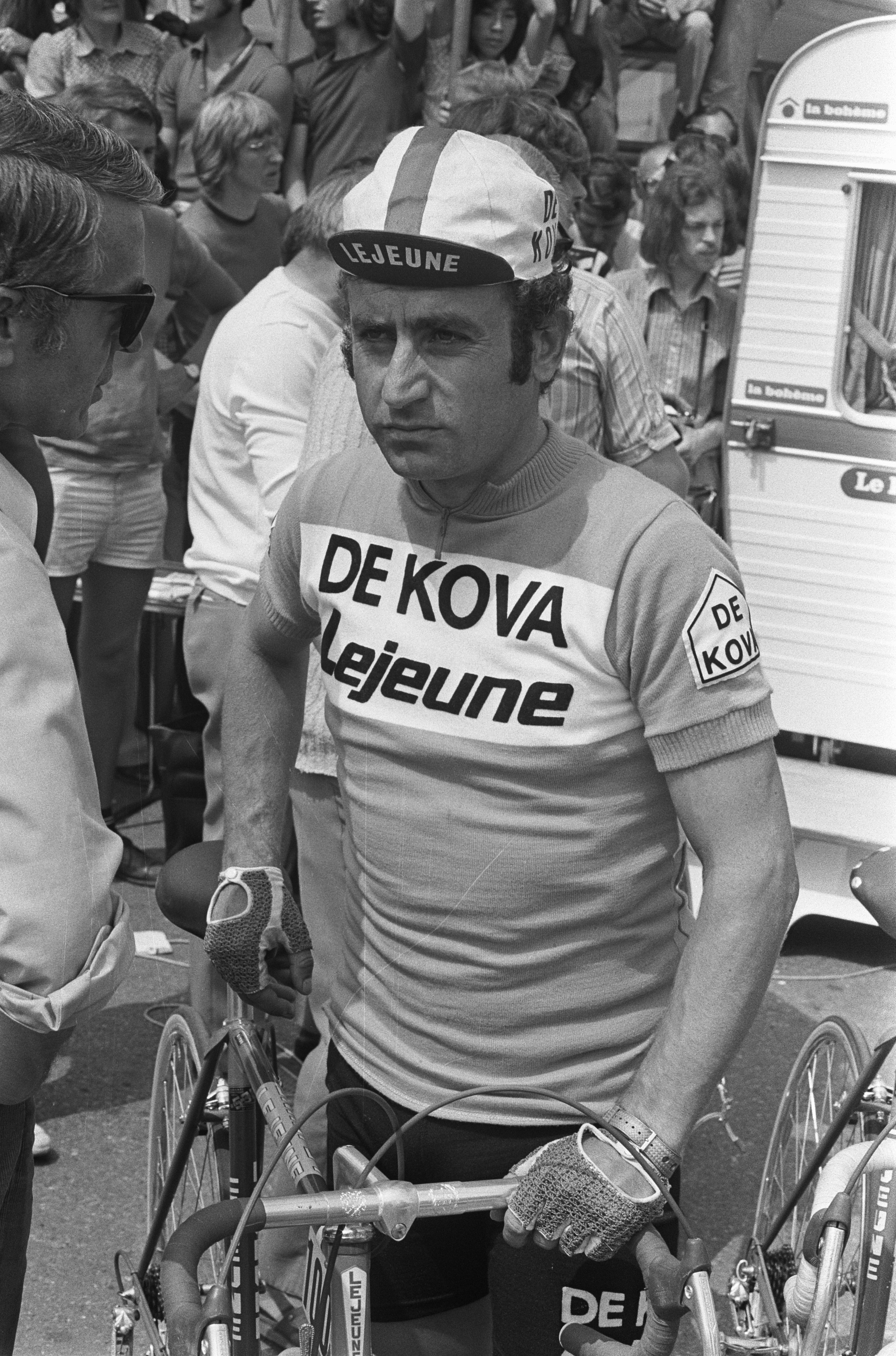
Lucien Aimar bei der Tour de France '73

De Kova–Lejeune war ein französisches Radsportteam, welches 1973 für 8 Monate existierte. Das Team wurde von Myriam De Kova, einer finanzkräftigen ehemaligen Nachtclub-Tänzerin, finanziert.

## Geschichte
1973 wurde die Mannschaft von Raphaël Géminiani um Lucien Aimar gegründet. Géminiani konnte die als exzentrisch geltende Myriam De Kova motivieren, mit dem Vermögen ihres verstorbenen Ehemanns, das Team zu unterstützen. Co-Sponsor war der französische Radhersteller Lejeune. Es konnte keine Siege erzielen. Beste Platzierungen waren Platz 8 beim Grand Prix de Plouay Ouest-France, elfte Plätze bei der Tour de l’Aude und der Tour de l’Oise, Platz 13 bei Genua–Nizza, Platz 20 bei der Meisterschaft von Zürich und Platz 28 bei Paris-Nizza. Nach dem schlechten Abschneiden bei der Tour de France, es konnte nur der Platz 17 von Lucien Aimar erreicht werden, stellte De Kova die Unterstützung ein und das Team beendete den Betrieb Ende August 1973.

## Bekannte ehemalige Fahrer
- Lucien Aimar (1973)
- Firmino Bernardino (1973)
- Marcel Boishardy (1973)
- Andrés Gandarias (1973)
- Serge Lapébie (1973)
- Richard Podesta (1973)